# Rainbow (empresa)
Rainbow S.p.A. (antes conocido como: Rainbow S.r.l.), es un estudio de televisión italiano, conocido por ser sede productora de las series animadas Winx Club y Huntik. También ha producido series de acción en vivo (Club 57), películas animadas (Los gladiadores de Roma) y cómics originales (Maya Fox). El fundador y presidente de Rainbow S.p.A. es Iginio Straffi, creador de Winx Club y Huntik. La empresa de Rainbow S.p.A. también tiene un estudio dedicado al CGI, llamado Rainbow CGI. Viacom compraría un 30% de los activos de la empresa.

## Filmografía

### Series
| Show                         | Realización   | Coproducción                                                                        |
| ---------------------------- | ------------- | ----------------------------------------------------------------------------------- |
| Tommy & Oscar                | 2000–2002     | Rai Fiction                                                                         |
| Prezzemolo                   | 2002–2003     | Gardaland                                                                           |
| Colorado                     | 2003–2019     | RTI                                                                                 |
| Winx Club                    | 2004–2019     | Rai Fiction (temporadas 1-7) Nickelodeon (temporadas 5-7) Rai Ragazzi (temporada 8) |
| Monster Allergy              | 2005–2009     | Rai Fiction                                                                         |
| Huntik: Secrets & Seekers    | 2009–2012     | RTI                                                                                 |
| PopPixie                     | 2010–2011     | Rai Fiction                                                                         |
| Crazy Block (piloto)         | 2014          | Nickelodeon                                                                         |
| Regal Academy                | 2016–2018     | Rai Fiction                                                                         |
| Maggie & Bianca              | 2016–2017     | Rai Fiction Nickelodeon (piloto)                                                    |
| World of Winx                | 2016–2017     | Rai Fiction                                                                         |
| Eccezionale veramente        | 2016–2017     | Colorado Film                                                                       |
| 44 Cats                      | 2018–2021     | Rai Ragazzi Institute of Antoniano                                                  |
| Club 57                      | 2019–2021     | Rai Ragazzi Nickelodeon                                                             |
| Enjoy - Ridere fa bene       | 2020          | RTI                                                                                 |
| Fate: The Winx Saga          | 2021–2022     | Archery Pictures Young Blood Productions                                            |
| Summer & Todd: Happy Farmers | 2021–presente | RTVE Motion Pictures                                                                |
| Pinocchio and Friends        | 2021–presente | Rai Ragazzi Toonz Media Group                                                       |
| Mermaid Magic                | 2024          | Bardel                                                                              |
| Honolulu                     | TBA           | RTI                                                                                 |
| Gormiti - The New Era        | TBA           | [ 9 ]                                                                               |

### Películas
| Película                                                  | Realización | Distribuidor                               | Coproducción                            |
| --------------------------------------------------------- | ----------- | ------------------------------------------ | --------------------------------------- |
| Tommy and Oscar: The Movie                                | 2007        | Miramax                                    | Rai Cinema                              |
| Winx Club: The Secret of the Lost Kingdom                 | 2007        | 01 Distribution Miramax Paramount Pictures | Rai Cinema                              |
| Winx Club 3D: La Aventura mágica                          | 2010        | Medusa Film Paramount Pictures             | Sky Cinema                              |
| Gladiators of Rome                                        | 2012        | Medusa Film Paramount Pictures             | Mediaset Premium Sky Cinema             |
| Winx Club: El misterio del abismo                         | 2014        | 01 Distribution Paramount Pictures         | Rai Cinema                              |
| Tiro libero                                               | 2017        | Linfa Crowd 2.0                            | Linfa Crowd 2.0                         |
| Classe Z                                                  | 2017        | Medusa Film                                | Medusa Film                             |
| The Girl in the Fog                                       | 2017        | Medusa Film                                | Medusa Film                             |
| Daughter of Mine                                          | 2018        | 01 Distribution                            | Rai Cinema                              |
| My Big Gay Italian Wedding                                | 2018        | Medusa Film                                | Medusa Film                             |
| No Kids                                                   | 2018        | Medusa Film                                | Medusa Film                             |
| When Mom Is Away                                          | 2018        | Medusa Film                                | Medusa Film                             |
| The Nest                                                  | 2019        | Medusa Film                                | Medusa Film                             |
| Into the Labyrinth                                        | 2019        | Medusa Film                                | Medusa Film                             |
| Me contro Te - Il film: La vendetta del Signor S          | 2020        | Warner Bros.                               | Warner Bros.                            |
| Cambio tutto!                                             | 2020        | Medusa Film Amazon Prime Video             | Colorado Film                           |
| When Mom Is Away... With the Family                       | 2020        | Medusa Film Amazon Prime Video             | Colorado Film                           |
| Me contro Te - Il film: Il mistero della scuola incantata | 2021        | Warner Bros.                               | Warner Bros.                            |
| A Classic Horror Story                                    | 2021        | Netflix                                    | Colorado Film                           |
| My Name is Vendetta                                       | 2021        | Netflix                                    | Colorado Film                           |
| Me contro Te - Il film: Persi nel tempo                   | 2022        | Warner Bros.                               | Warner Bros.                            |
| Il mammone                                                | 2022        | Medusa Film                                | Medusa Film                             |
| Il pataffio                                               | 2022        | 01 Distribution                            | Rai Cinema UMédia Vivo Film             |
| The Price of Family                                       | 2022        | Netflix                                    | Colorado Film                           |
| Tre di troppo                                             | 2023        | Warner Bros.                               | Warner Bros.                            |
| Me contro Te - Il film: Missione Giungla                  | 2023        | Warner Bros.                               | Warner Bros.                            |
| Me contro Te - Il film: Vacanze in Transilvania           | 2023        | Warner Bros.                               | Warner Bros.                            |
| 50km all'ora                                              | 2024        | Eagle Pictures                             | Sony Pictures International Productions |
| The Tearsmith                                             | 2024        | Netflix                                    | Colorado Film                           |